# Asociación para la Defensa de la Naturaleza
La Asociación para la Defensa de la Naturaleza (ADN) es una organización no gubernamental cuyo objetivo es proteger y estudiar la naturaleza en Andorra. Nació en 1986 como resultado de la preocupación de un grupo de personas por el medio ambiente. La ADN persigue sus objetivos a través de tres líneas básicas de actuación: conservación, estudio e información.

## Conservación
ADN lleva a cabo una acción directa de conservación de la naturaleza: 
- Promueve la planificación para optimizar la presencia humana (industria, turismo, etc.) en los Valles de Andorra.
- Trabaja para la creación de áreas naturales protegidas, áreas sugeridas, medidas de mantenimiento, formas de uso sustentable, etc.
- Vigila la salvaguardia de especies en peligro, tanto animales como vegetales.
- Reclama soluciones efectivas a los problemas de polución y desechos.
- Colabora con otras instituciones para crear, adaptar y aplicar las leyes de protección ambiental.

## Estudio
La ADN contribuye a investigar sobre el medio ambiente y esta protección: 
- Promueve y desarrolla bases científicas para los actos de conservación y propuestas.
- Aprende los menos conocidos elementos naturales de nuestro país, analizando la situación y proponiendo medidas para su protección.[2]

## Información
La ADN está hecha para descubrir y apreciar la naturaleza y por tanto:
- Los organizadores:

Realizan tours educacionales a la montaña y áreas naturales protegidas, conferencias, simposios y debates. Comparte la educación medioambiental con una sólida base científica, en coordinación con otras instituciones.
- Edita y extiende:

Publicaciones Informativas sobre la herencia natural de Andorra y la necesidad de preservarla. Publica el periódico "Aigüerola".

## Colaboración
Está afiliada a BirdLife International.
BirdLife es la organización mundial más importante para el estudio y protección de aves y sus hábitats.
Mantiene contacto e intercambios con muchas organizaciones internacionales con objetivos similares.
Participa y organiza simposios y conferencias internacionales.